# 吴紫骊
吴紫骊（1962年5月—），男，汉族，广东潮安人，中华人民共和国政治人物，曾任汕尾市人民政府市長、普宁市委书记、市长，第十二届全国人民代表大会广东地区代表。

## 生平
1984年5月加入中国共产党。2000年7月毕业于广东省委党校经济学专业。2011年9月任汕尾市人民政府代市长。2013年当选为第十二届全国人大代表。2015年7月任广东省地方税务局局长、党组书记 。2018年9月任国家税务总局广东省税务局党委副书记、局长。2019年6月任国家税务总局广东省税务局党委书记、局长。